# 亚瑟王

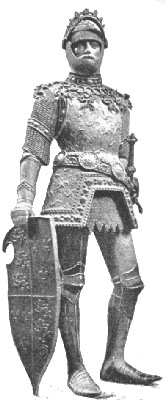
一尊亞瑟王的雕像

亞瑟王（威爾士語：Brenin Arthur，康瓦爾語：Arthur Gernow，布列塔尼語：Roue Arzhur，英語：King Arthur）是不列顛傳說中的國王 （不確定歷史中是否有其人），也是凱爾特英雄谱中最受欢迎的圓桌騎士團（或譯圓桌武士）的骑士首領。其妻為桂妮薇儿王后（英語：Queen Guinevere ）。在威爾士的資料中，亞瑟被描繪成後羅馬時期不列顛的領袖，他在5世紀末和6世紀初與不列顛的盎格魯-撒克遜入侵者作戰。他首次出現在兩個早期的中世紀歷史資料中，即《Annales Cambriae》和《Historia Brittonum》，但從這些資料到他生活的300年之後，大多數研究這一時期的歷史學家並不認為他是歷史人物。他的名字也出現在早期的威爾士詩歌《高多汀》中。亞瑟王出自威爾士神話作為一個偉大的戰士保衛英國免受人類和超自然生物的侵害或者作為民間傳說中的魔法人物，有時與威爾士傳說中的樂土安溫出現在同一個神話故事。
亞瑟王傳說成為國際關注的話題主要是因為蒙茅斯的杰弗里編寫12世紀的《不列颠诸王史》。傑弗里將亞瑟王描述成一位擊敗撒克遜人並且建立了龐大帝國的不列顛國王。許多存在於《不列颠诸王史》的元素和事件已經成為亞瑟王傳說不可或缺的部分，其中包括亞瑟王的父親尤瑟王、魔法師梅林、妻子桂妮薇儿、王者之劍、亞瑟王在廷塔哲的理想、與莫德雷德在卡姆蘭的最終戰和他的安息地阿瓦隆。

## 概述
中世紀作家，特別是法國作家（克雷蒂安·德·特魯瓦等等），對亞瑟王的出生、他的騎士們的奇遇，以及他的騎士蘭斯洛特爵士和亞瑟的王后桂妮薇儿的愛情，使國家走向毀滅之路等，都有不同的描述。依照傳說，他在西羅馬帝國皇帝霍諾留下令羅馬軍隊撤出不列颠行省之後，率領圓桌騎士團統一不列顛群島，被後人尊稱為亞瑟王。
關於亞瑟王的傳奇故事，最初如何誕生、源自何處、實際活躍的舞台卡美洛的地理位置十分難以查考並有許多爭議。
亞瑟王出現在早期混亂的不列顛歷史書裡，版本也有諸多爭議。一些人提倡亞瑟王有可能不是某一位特定歷史人物，而是以諸多傳說所塑造出來的人物。
至於《石中劍》则由英國作家和詩人特倫斯·韓伯瑞·懷特所寫，據說描述的就是亞瑟王年輕時候所發生的故事；而圓桌騎士則是他繼位之後，慢慢聚集在他身邊的勇士，最後曾多達一百四十名；但其實總人數在不同的故事中有很大的差別，從十二名到三千名都有。其中最有名的就是桂妮薇兒王后的守護騎士蘭斯洛特、亞瑟王的外甥高文和崔斯坦爵士、亞瑟王的私生子與終結者莫德雷德、追隨亞瑟王到最後的貝德維爾等等。
一些說法認為，亞瑟王的圓桌相對於能區分出首座、末座的方桌，由於圓桌並沒有首尾之分，因此象徵著亞瑟王與他的騎士是平等的存在。

## 歷史中的亞瑟王

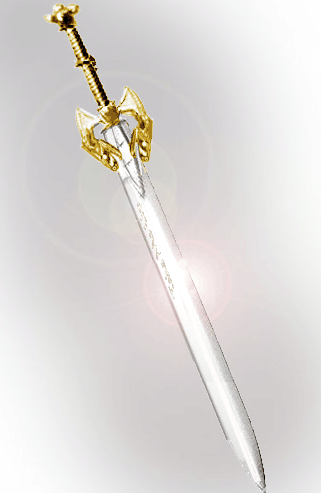
在威爾斯傳說中，被稱為是王者之劍的亚瑟王佩剑Excalibur的想像畫。

亞瑟王傳說的史實性一直被學者們所爭論。有的學派認為亞瑟王在歷史上並不存在，他們中的一些人認為亞瑟王是一個幾乎被遺忘的，凱爾特神話中神靈的人格化。支持這種理論的學者，常常將它聯繫到威爾斯語源學，他們提出，熊神在傳說中被慣稱為「Artos」或是「Artio」。
另一種觀點認為，亞瑟是真實存在的人。雖然某些學說提出他是羅馬，或者前羅馬時代的人物，但依照大多數學說，並符合傳統神話的集合，他是生活在公元5世紀末至6世紀初，抵抗盎格魯撒克遜侵略者的羅馬-不列顛領袖。因为英格蘭原是西罗马帝国在西北外海的边陲省份未成国，但当西羅馬帝國衰弱后，英国的亚瑟王就此崛起。
持這種觀點中最著名的人物杰弗里·阿什（Geoffrey Ashe）和莱昂·弗勒里昂（Leon Fleuriot），主張將亞瑟確認為Riothamus——“Brettones之王”，一個在西羅馬帝國皇帝安特米乌斯統治時期活躍的人物。不幸的是，Riothamus是一個我們所知甚少的影子一般的人物，而且學者們並不確定此人所領導的“Brettones”究竟是布立吞人還是布列塔尼人。他們中的其他人主張將亞瑟確認为安布羅休斯·奧理安（Ambrosius Aurelianus），一位贏得了對抗撒克遜人的重要戰役的羅馬-不列顛戰爭領袖，但在傳說中此人活躍的時間要多多少少比亞瑟來得早。由此，某些人主張亞瑟是AmbrosiusThus的副官，可能接替他成為領袖。

## 传说中的亞瑟王

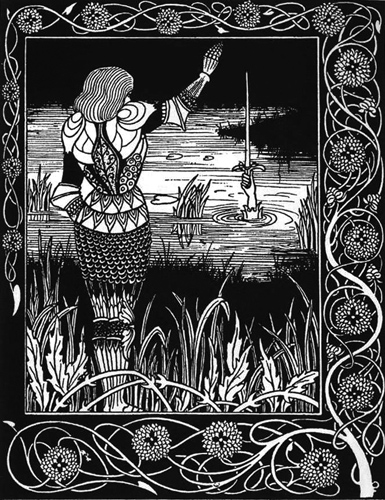
貝德維爾將軍将王者之劍投進湖中，正好被湖中仙女接住。比亞茲萊畫，1894年

在爱尔兰的传说中，亞瑟王与其追随者圆桌骑士们的故事在西欧地区广为流传。还有很多关于他的事迹，如亞瑟王智盗芬利亚首领芬恩·麦克库的猎犬，捕杀凶猛的公猪，杀死巨人、巫师与怪兽。作为群雄之首，他率领着众骑士们出生入死，挥戈天下，在这点上与芬恩·麦克库有许多的相同之处。537年，亚瑟王在与他的儿子莫德雷德交战时，二人都命丧于战场。
传说中的亞瑟是不列颠国王烏瑟王与康沃尔公爵之妻伊格赖因的私生子，在亞瑟一出生开始就被烏瑟王托付给魔法师梅林抚养，梅林便偷偷将襁褓中的亞瑟带离廷塔杰尔城堡，来到一个隐秘的地方将亞瑟抚养成人。后来烏瑟王死后，国内形势动荡不安，众臣趁机争權夺利，然后圆桌骑士要求梅林指点迷津，梅林说：伦敦有一块神秘的石头，有把神剑立在其中，若能从石头中拔出此剑者，那人就会是英格兰的国王。后来骑士们便争相前往拔剑，但都无功而返。多年过后，一位骑士奉梅林之命保护亚瑟前往伦敦去观看一场比武大赛，当时，那骑士看得心痒难耐，跃跃欲试，却发现自己都没带佩剑，遂命亞瑟为他取一把剑来，亞瑟并未意识到石中剑的意义，一举将它从石头中拔出，交给在一旁瞠目结舌的骑士，亞瑟因此成为王位的继承人。
亞瑟在执政初期，这位年轻的国王对梅林显露出强烈的依赖。一次决斗中，亞瑟王在違反騎士道的情况下拔剑而出，却因此讓石中剑折斷，不禁让他大惊失色。幸亏梅林及时出手相救，才解救手无寸铁的亞瑟。沮丧烦恼的国王在湖边四处游荡，突然发现闪闪发光的湖面上出现一只手臂擎着一柄宝剑缓缓升起，这便是传说中的湖中妖女赐给亞瑟王的王者之劍，使得亞瑟王又恢复往常的神勇。
他率领着众骑士抵抗外敌入侵，击退盎格魯-撒克遜人。他锄强扶弱、行侠仗义，曾帮助苏格兰王国抵抗爱尔兰，他还率领配下的骑士统一英国，征战于整个欧洲大陆，甚至远征罗马。为了感谢亞瑟的鼎力相助，苏格兰国王将爱女桂妮薇儿许配给他，但桂妮薇儿深爱的却是英俊的兰斯洛特骑士，即使婚后仍无法忘怀，之后两人秘密幽会。亞瑟王发现后，兰斯洛特被逐出宫廷，远走法国布列塔尼。后来亞瑟王追踪而至，成功捉拿兰斯洛特，将他关押在布列塔尼的一个堡垒中。同时，亞瑟王的私生子莫德雷德因违背与亞瑟王的诺言，私自占领卡美洛王国，并在全城散播谣言说国王已战死，还企图霸占王后桂妮薇儿。亞瑟王闻讯后，并急忙赶回不列颠，召集众骑士，商议对策。在双方进行对策和谈时，有一条蛇悄悄爬到一位骑士身上，那骑士拔剑欲把蛇给斩断，于是印证着一场血腥的战争随之爆发。双方都在这场战斗中付出惨重的代价，亞瑟王本人也身受致命的重伤，在两名骑士的搀扶下才离开战场。

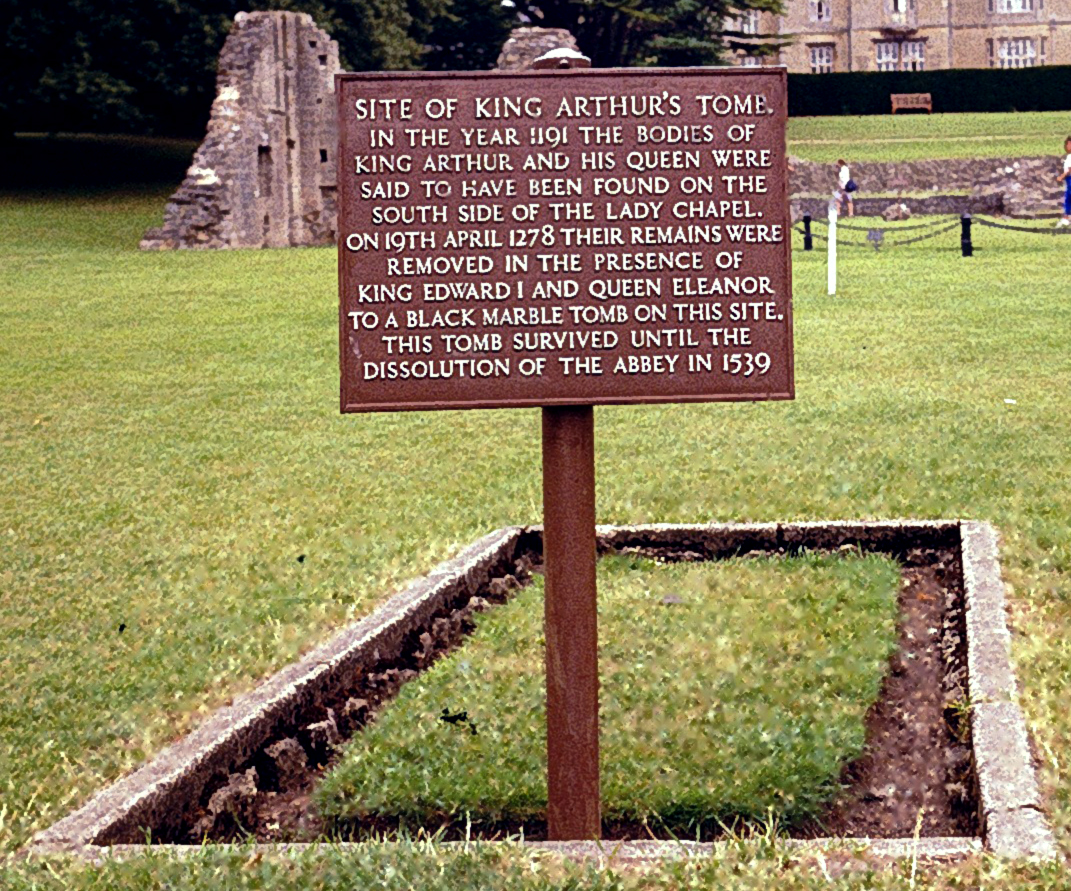
據稱為亞瑟王及其王后之墓，位於英國格拉斯頓伯里修道院

亞瑟王知道自己的大限已到，此時跟隨亞瑟王的圆桌骑士中只有貝德維爾一人倖存。亞瑟要求貝德維爾將王者之剑投入湖中，貝德維爾知道捨棄王者之剑即表示王將逝去；他兩次去到湖邊都未能下定決心，而回去向亞瑟王謊稱劍已丟入湖中。但都因未能正確描述劍被湖中妖女收回的景象而被亞瑟識破。第三次貝德維爾終於狠下心来將王者之剑投向湖心，這時湖中伸出女人的手接住劍柄，随后沉入湖中。聽完貝德維爾回報所見後，亞瑟與世長辭。他的墓誌銘為：“Hic iacet Arthurus Rex quondam Rexque futurus（永恆之王亞瑟長眠此處）。”更多關於亞瑟王傳說的文獻中講述亞瑟王在卡姆蘭戰役之後身受重傷，随後出现三位神秘的婦人把亞瑟王扶上一艘黑色的小船，一同向阿瓦隆駛去，從此亞瑟王便永遠地消失在人世間。
在其他的版本中，描述了莫德雷德其實是亞瑟王秘密的私生子，而梅林則預見了他將會終結亞瑟王的統治，因此梅林將可能是莫德雷德的五百嬰兒放入船中流放入海，試圖阻止預言；但莫德雷德卻成為了五百嬰兒中唯一的倖存者，並在成年後憑著出色的武藝和人格取得亞瑟王的信任加入圓桌武士。最終莫德雷德還是發現了他的身世與血仇，在亞瑟王前往法國征討逃亡的蘭斯洛特之際，遊說當初孩子同樣被強奪的貴族們一同反叛，使亞瑟的王國一分為二；最終莫德雷德與亞瑟王在卡姆蘭之丘同歸於盡，完成了梅林的預言。
現在的英國依然傳說著，當不列顛陷入危機時，亞瑟王就會回歸世間，以不列顛之王的身分拯救他的人民。

## 藝術作品

### 相關的文學作品
西元800年左右，威爾斯的修士們撰寫《布靈頓人的歷史》，書中首次記載「亞瑟」這個名字，描述他領導威爾斯人抵抗從泰晤士河中游入侵的薩克森人。在十二世紀，透過蒙茅斯的傑弗里的文學作品而流行於歐洲。蒙茅斯的傑弗里所著《不列顛諸王史》中已略見雛形，包括亞瑟的身世、私生子莫桀（莫德雷德）（Mordred）叛亂，王后桂妮薇儿出軌，亞瑟死後至仙境阿瓦隆療養等細節（但圓桌武士和蘭斯洛特尚未出現）。
法國詩人克雷蒂安·德·特羅亞擷取凱爾特傳說中的幻想成分，加入聖杯的主題創作五部亞瑟王傳奇、蘭斯洛特、帕西法等圓桌武士的事蹟成為重心，亞瑟王反而變成配角。魏斯、雷亞孟（Layamon）等人都曾寫過有關聖杯（grail）的故事。英國作家馬洛禮（Marlory, Sir Thomas, ?-1471）用英文寫的《亞瑟之死》是最後一本中世紀關於亞瑟的作品，這部作品以散文體寫成，馬洛禮宣稱譯自一部法文作品，但確切書目至今仍不可考，應是編譯整理自諸多相關文獻，其中也包括英格蘭的民間故事。維多利亞時期這個題材再度流行，重要的作品有丁尼生的《國王敘事詩》和特倫斯·韓伯瑞·懷特的《永恆之王》。

### 相關影視作品

#### 電影
- 《石中剑》（The Sword in the Stone, 1963）
- 《聖杯傳奇》（Monty Python and the Holy Grail, 1975）
- 《魔劍奇兵》（Quest for Camelot, 1998）
- 《神劍》（Excalibur, 1981）
- 《第一武士》（First Knight, 1995）
- 《亞瑟王》（King Arthur, 2004）
- 《阿凡隆高中（英语：Avalon High (film)）》（Avalon High, 2010）
- 《变形金刚5：最后的骑士》（Transformers: The Last Knight, 2017）
- 《亞瑟：王者之劍》（King Arthur: Legend of the Sword, 2017）
- 《魔劍少年》（The Kid Who Would Be King , 2019）

#### 动画
- 《Wizards: Tales of Arcadia》主角Douxie和第一步巨怪猎人的男女主Jim， Claire一起不慎穿越到亚瑟王时期的故事。

#### 動漫(日本动画)
- 《Fate/stay night》系列遊戲、動畫、電影，和其前傳小說《Fate/Zero》中的共同女主角Saber，其真名為阿爾托莉雅·潘德拉贡（Altria Pendragon），Altria即為Arthur的女性型，亦即不列顛傳說中的亞瑟王（女性），她希望對聖杯許下的願望是「不要拔出石中劍、讓最後的悲劇不再發生」，但其實她並未後悔過成為亞瑟王、和圓桌騎士們為不列顛奮戰的過程，僅僅只是盼望著另外一種可能性而已；以後在《Fate/Grand Order》亦有登場並出現複數職階版本。

- 《Fate/Prototype》和其前傳小說《Fate/Prototype 蒼銀的碎片》中的男主角Saber，真名為亞瑟·潘德雷岡（Arthur Pendragon），是《Fate/stay night》的阿爾托莉雅的原型，即傳說中的男性亞瑟王。以後該Saber在《Fate/Grand Order》中亦沿用兩作的資料登場。
- 《SD鋼彈外傳 圓桌騎士編》改編自圓桌騎士傳說的SD鋼彈作品，主角皇騎士的原型角色為亞瑟王。
- 《Gundam Seed Destiny》中脈衝鋼彈的巨劍型外掛裝備，其主武裝光束斬艦刀名為「王者之劍」；命運鋼彈的對艦刀，名為「亞隆戴特(蘭斯洛特的佩劍)」。
- 《Sword Art Online刀劍神域》中，阿爾普海姆的最強武器「斷鋼聖劍」原文參考自亞瑟王的佩劍。
- 《神劍傳奇》中的女主角蒂嘉娜公主獲得王者之劍捍衛着王國的和平，當時王國的統治者是年幼的亞瑟。
- 《反逆的魯路修》中神聖不列顛尼亞帝國皇帝親自統帥的皇帝直屬親衛隊-Knight Of Rounds中的Knight of One-俾斯麥·瓦爾德施泰的Knightmare名為加拉哈特（ギャラハッド，Galahad）武器名為王者之劍-Excalibur；神聖不列顛尼亞帝國的浮游航空戰艦的名為Avalon，帝國首都名為潘多拉剛（Pendragon）。Knight of Seven-樞木朱雀的Knightmare名為蘭斯洛特（ランスロット，Lancelot）。Knight of Six-亞妮·阿爾斯托雷姆的Knightmare名為莫德雷德（モルドレッド，Mordred）。Knight of Three-吉諾·拜因貝魯克的Knightmare名為崔斯坦（トリスタン，Tristan）。Knight of Ten魯基亞諾·布蘭德利的Knightmare名為帕西瓦爾（パーシヴァル，Percival）。魯路修·蘭佩洛基(魯路修·維·不列顛尼亞)的Knightmare名為加文（ガウェイン，Gawain）。
- 《噬魂师》中的圣剑Excalibur，就是恶搞版的圣剑。
- 《閃電十一人GO2 時空之石》，主人公经由时空跳跃来到了亚瑟王的故事里。
- 《擴散性百萬亞瑟王》和《乖離性百萬亞瑟王》中，「亞瑟王」是一個對能拔出石中劍的王者稱號，英國有上百萬位「亞瑟王」。
- 漫畫《七大罪》以凱爾特神話和亞瑟王傳奇為背景改編。卡梅洛特王國國王即為亞瑟，拔出讓無數聖騎士無功而返的石中劍。在漫畫最後，班和伊蓮恩的兒子即為亞瑟王的騎士蘭斯洛特，而梅利奧達斯與伊莉莎白的兒子即為崔斯坦爵士。兩人皆為圓桌騎士的成員。
- 《騎士幻想夜 (漫畫)》以普通高中女生挑战中世纪亚瑟王时代的游戏敘述。
- 《SD高達世界 群英集》中騎士世界的國王亞瑟高達MK-III。

#### 漫畫
- 《WEBTOON》Love Again_重新在愛？ 女主與雙男主靈魂的其中一世是關妮薇王后、亞瑟王、蘭斯洛特。

#### 遊戲
- 《圆桌骑士》，又譯作「圓桌武士」，是日本遊戲公司卡普空於1991年製作和發行的街機遊戲，為平均型角色，遊戲的主人公，武器為王者之劍。

- 《Crash Fever》亞瑟王及部分圓桌武士都有成為遊戲角色。
- 《Fate/Grand Order》（中國大陸又譯作「命運－冠位指定」[2]，簡稱Fate/GO、FGO）中作為Saber登場，寶具為誓約勝利之劍。

- 《百萬亞瑟王》，擴散性百萬亞瑟王是SQUARE ENIX旗下針對智慧型手機市場的子公司SiSiLaLa OVERDRIVE於2011年9月15日在2011東京電玩展所發表的遊戲。標題「百萬亞瑟」是指，故事的舞台是有著上百萬名亞瑟王以及上百萬把石中劍的大不列顛，而玩家要扮演其中一名亞瑟王，並且參與戰鬥和故事的幻想RPG。
- 《怪物彈珠》 於手機遊戲和衍生動畫中出現的角色人物「亞瑟」
- 《阿瓦隆》
- 《古墓奇兵：不死傳奇》 英格蘭冒險關卡—亞瑟王之墓？（England - King Arthur's Tomb ?）
- 《索尼克与黑暗骑士》中以同名人物出现，由黑暗末日扮演。

#### 电视剧
- 《梅林传奇》（Merlin，2008年英国电视剧）
- 《圣城风云》（Camelot，2011年美国成人版电视剧）
- 《天命之咒》（Cursed，2020美國電視劇）
- 《假面騎士聖刃》（Kamen Rider Saber，2020年日本特攝電視劇）
- 《終極一班》（KO ONE ，2005年台灣偶像劇，其中的主角之一王亞瑟）
- 《終極一班5》（KO ONE: RE-CALL ，2018年台灣與中國大陸合拍偶像劇，其中的主角之一王亞瑟）

#### 音樂劇
- 《亞瑟王傳奇》（La Légende du Roi Arthur，2015年法語音樂劇）

- 《卡美洛》（Camelot (musical)，1960年百老匯音樂劇)

- 《亞瑟王─王者之劍》(Excalibur，2019年韓國音樂劇)